# Air Lipsia
Air Lipsia é uma empresa regional aeronáutica fundada em 2010, sediada em Leipzig, na Alemanha. Possuindo como destino também outras cidades da Europa, como Londres e Bruxelas. Seu nome vem do latim e do antigo italiano para cidade de Leipzig.